# Thin
Pour les articles ayant des titres homophones, voir Tain (homonymie), Thym et Tin (homonymie).
Le Thin est une rivière française qui coule dans le département des Ardennes, dans l'ancienne région Champagne-Ardenne, donc dans la nouvelle région Grand-Est. C'est un affluent de la Sormonne en rive droite, donc un sous-affluent de la Meuse.

## Géographie

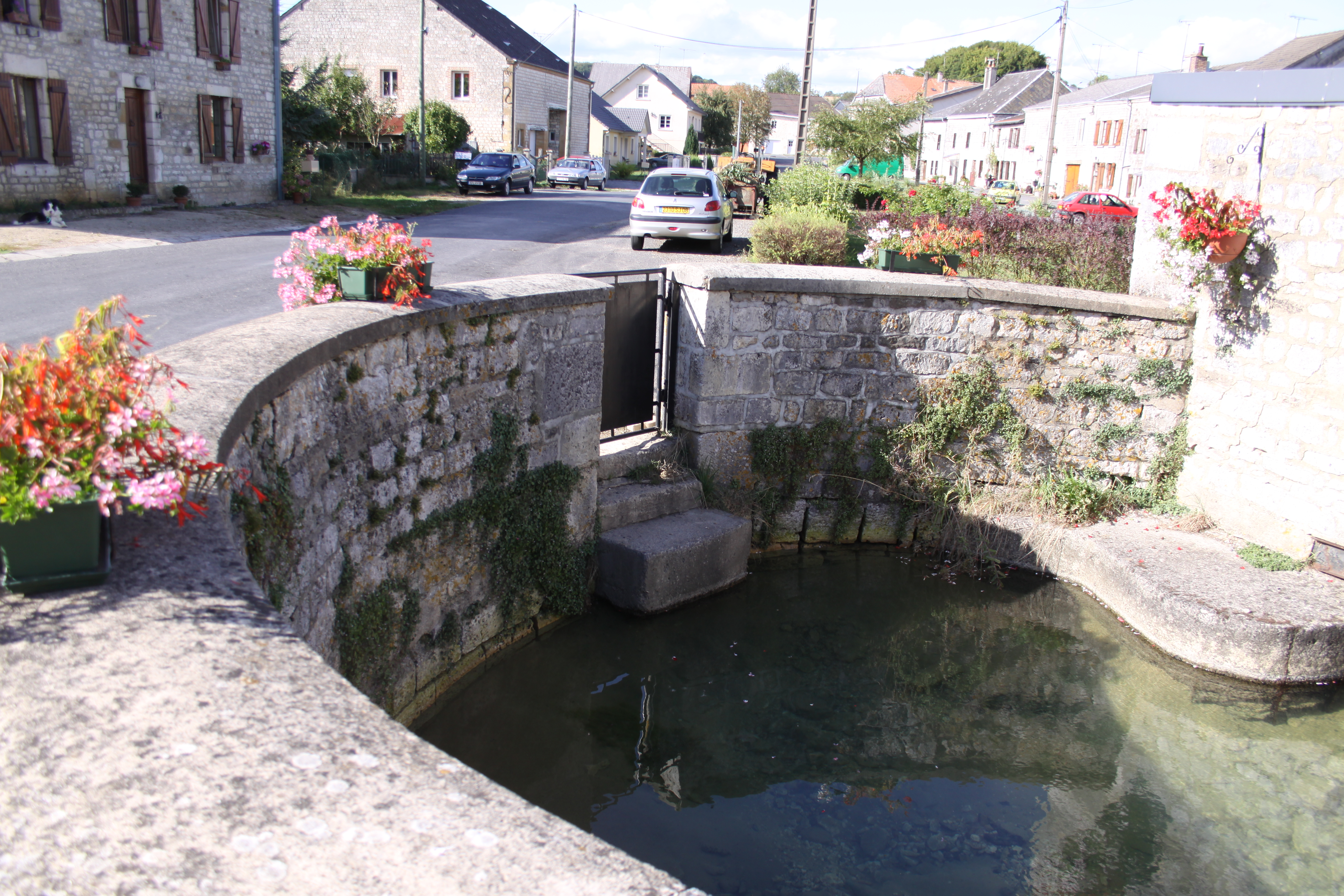
Le Thin sort de terre à Thin-le-Moutier, au lieu-dit la Grand-Fontaine.

La longueur de son cours d'eau est de 22,2 km.
Le Thin sort de terre à Thin-le-Moutier, au lieu-dit "La Grand-Fontaine" . (La carte de Cassini du XVIIIe siècle situait sa source à Dommery), à l'altitude 186 m. La partie haute avant Thin-le-Moutier s'appelle aussi le ruisseau de la Pierre Plate.
Il se dirige d'emblée en direction du nord-est, direction qu'il maintiendra globalement jusqu'à son confluent, en rive droite ou sud, avec la Sormonne au niveau de la localité de Haudrecy, à 155 m d'altitude, située à quelques kilomètres à l'ouest de Charleville-Mézières.

## Hydronymie
Issu de la langue germanique évoquant la présence de l'osier ( thieme, teen, ten ),,.

### Communes et cantons traversées
Le Thin traverse les sept communes suivantes, de l'amont vers l'aval, de Thin-le-Moutier (source), Clavy-Warby, Saint-Marcel, Ham-les-Moines et Haudrecy (confluence), toutes situées dans le département des Ardennes ainsi que Dommery et Remilly-les-Pothées d'après le SANDRE.
Soit en termes de cantons, le Thin prend source dans le canton de Signy-l'Abbaye, traverse le canton de Rocroi, conflue dans le canton de Charleville-Mézières-1, le tout dans l'arrondissement de Charleville-Mézières.

### Bassin versant
Le Thin traverse les quatre zones hydrographiques B554, B555, B556 et B556 pour une superficie totale de 94 km2. Ce bassin versant est constitué à 67,96 % de « territoires agricoles », à 30,04 % de « forêts et milieux semi-naturels », à 1,43 % de « territoires artificialisés », à 0,51 % de « zones humides ».

## Affluents

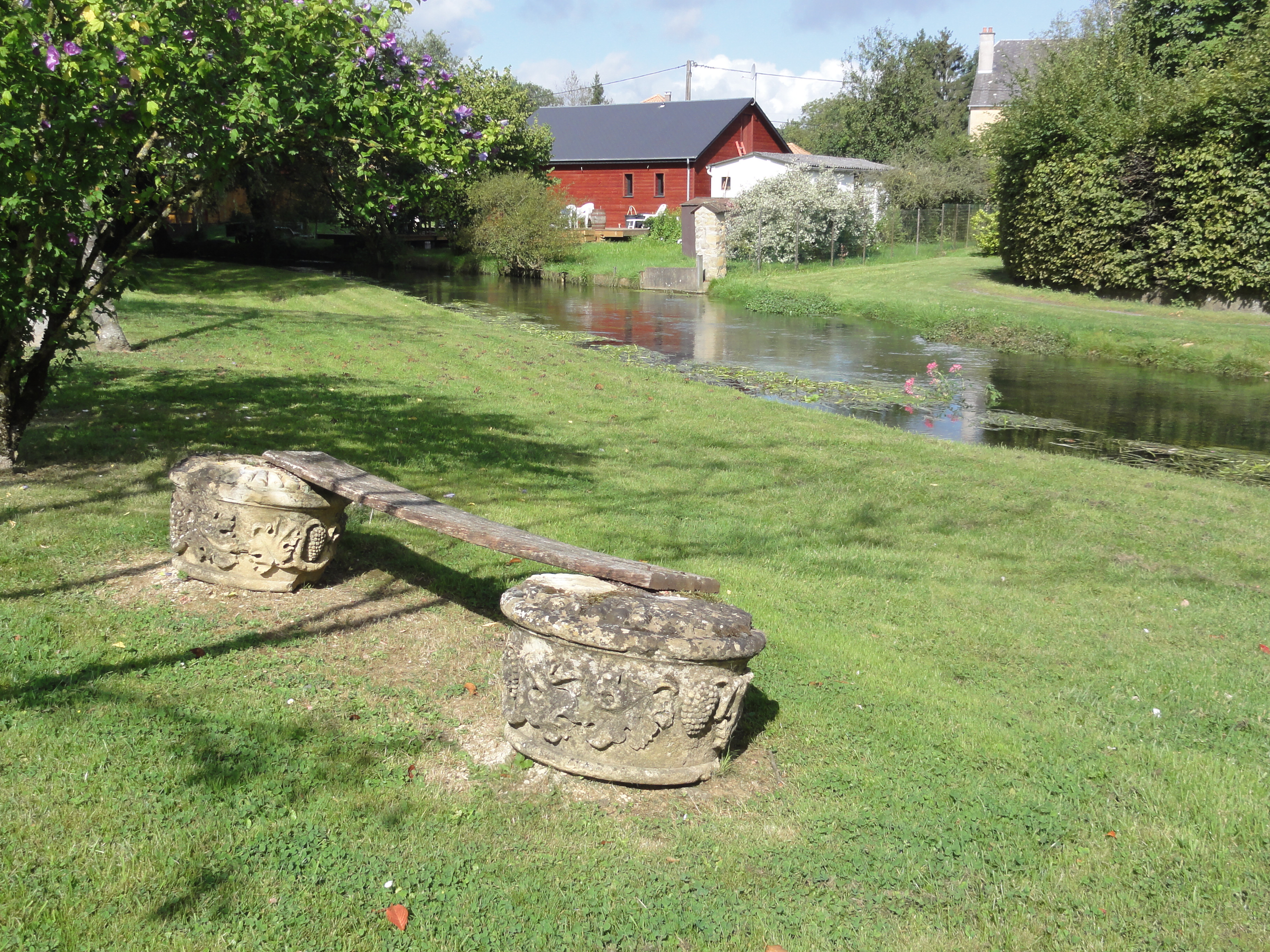
le Thin à Clavy-Warby, sculptures réutilisées.

Le Thin a quatre affluents référencés :
- le ruisseau des Crêtes (rd), 1,6 km sur la seule commune de Dommery.
- le ruisseau la Maronne (rg), 2 km sur la seule commune de Clavy-Warby.
- le ruisseau des Noyers (rg), 1 km sur la seule commune de Saint-Marcel.
- le ruisseau de Saucy (rg), 2 km sur les deux communes de Saint-Marcel (confluence) et Remilly-les-Pothées (source).

Donc son rang de Strahler est de deux.

## Hydrologie
Le Thin est certes une petite rivière, mais elle est abondante. Son module vaut, au confluent de la Sormonne, 1,33 m3/s pour un bassin versant de 93,5 km2. 

### Lame d'eau et débit spécifique
La lame d'eau écoulée dans le bassin est de 448 millimètres par an, ce qui est élevé, nettement supérieur à celle de la moyenne de la France, tous bassins confondus, et comparable à celle de la moyenne du bassin français de la Meuse pourtant fort élevée (450 millimètres par an à Chooz, près de la frontière). Son débit spécifique ou Qsp se monte dès lors à un robuste 14,12 litres par seconde et par kilomètre carré de bassin.

## Qualité de l'eau - Pêche

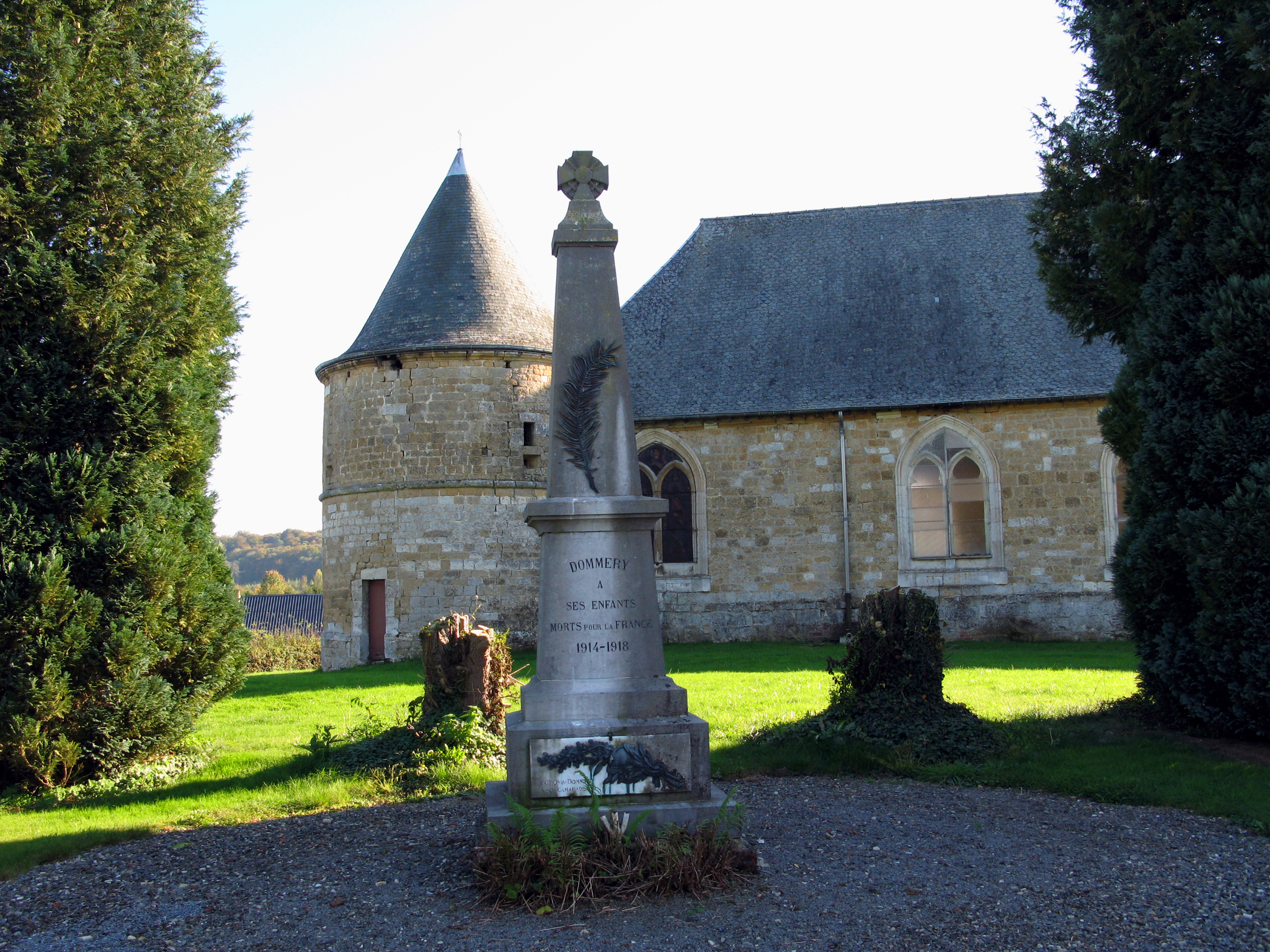
L'église fortifiée de Dommery.

Le Thin est classé comme cours d'eau de première catégorie sur la totalité de son parcours. C'est donc ce que l'on appelle une rivière à truites.
En 2006, l'Agence de l'Eau Rhin-Meuse attribuait à l'eau du Thin, analysée au niveau de Saint-Marcel, la qualité de "bonne", qualification attribuée durant chacune des huit années précédentes (catégorie 1B). L'objectif de qualité retenu pour la rivière est "qualité excellente" (catégorie 1A). On y arrive progressivement. Le taux de saturation en oxygène, paramètre le plus faible du cours d'eau est passé de 56 à 88 % en l'espace de neuf ans, et il faut 90 % pour obtenir la mention "excellente". Les autres paramètres ont déjà tous atteint l'objectif de qualité désiré.

## Curiosités - Tourisme
Pour les amateurs de calme et d'air pur, la vallée propose des randonnées dans les nombreux bois qu'elle comporte ainsi que le long des petits cours d'eau du bassin de la rivière.
- Dommery : Village avec maisons de torchis. Église fortifiée (XVIe) avec pierres tombales d'époque. Cuve baptismale du XIIe. Nombreuses sources, ruisseaux et résurgences. Gouffre de Mussecane.
- Haudrecy : Église du XVIIIe avec cuve baptismale du XVIe.